# Anaxyrus exsul
Anaxyrus exsul är en groddjursart som först beskrevs av Myers 1942.  Anaxyrus exsul ingår i släktet Anaxyrus och familjen paddor. Inga underarter finns listade i Catalogue of Life.

## Utseende
Beroende på population har individerna en genomsnittlig längd av 50 till 80 mm. Ovansidan är täckt av stora oregelbundna svarta fläckar med smala krämfärgade mellanrum. Buken och andra delar av undersidan har en vit färg. Grodynglen har samma form som grodyngel från nordlig padda och är svarta. Honan lägger vanligen två kedjor med ägg som fästs på vattenväxter ungefär 16 till 25 cm under vattenytan. Allmänt ingår 60 ägg i 10 cm av kedjan.

## Utbredning
Denna padda förekommer endemiskt i Deep Springs-dalen i sydöstra Kalifornien i USA. Den lever vid vattenkällor och i angränsande pölar. Dalen ligger vid cirka 1500 meter över havet och Anaxyrus exsul når källor som ligger 1700 meter över havet. Arten saknas i Deep Spring-sjön på grund av att sjön är fylld med bräckt vatten. Några exemplar introducerades i andra delar av Death Valley nationalpark.

## Ekologi
Kring källorna växer främst arter av malörtssläktet, medlemmar av släktet Chrysothamnus (korgblommiga växter), några exemplar av videsläktet, arter av tågsläktet, av skogssävssläktet och av starrsläktet. Med undantag av maj och juni är paddan dagaktiv. Mellan november och tidig mars samt under särskilt heta sommardagar vilar Anaxyrus exsul i jordhålor. Ibland vilar upp till 30 exemplar tillsammans i samma gömställe. En kort stund kan arten uthärda temperaturer av 39°C men den föredrar temperaturer mellan 17 och 22°C.
Hanens svaga kvittrande är ett varningsläte men Anaxyrus exsul saknar parningsrop. När en hona inte blir attraherad av en hane så gömmer hon sig eller vandrar vidare. Parningen sker mellan mitten av mars och slutet av april. Sedan lägger honan 400 till 2600 ägg som kläcks fyra till nio dagar senare. Grodynglen lever 65 till 100 dagar innan metamorfosen sker. Grodynglen har insektslarver som föda och vuxna exemplar äter fullt utvecklade insekter samt andra ryggradslösa djur.
Vuxna exemplar jagas av skata och av korp. Ormar, fåglar och däggdjur som kan jaga grodynglen lever i regionen men jakten blev inte registrerad. Anaxyrus exsul hoppar ofta i vattnet vid fara och den svarta kroppsfärgen kan vara ett kamouflage.

## Hot
Ifall habitatet förändras i framtiden hotas det känsliga beståndet. Vid början av 2000-talet bedömdes hela populationen som stabil. Utbredningsområdet är mycket begränsat. IUCN kategoriserar arten globalt som sårbar.